# John Percy (metallurg)
John Percy, född 23 mars 1817 i Nottingham, död 19 juni 1889 i London, var en engelsk läkare, kemist och metallurg.
Percy var först läkare vid Queens Hospital och lärare i organisk kemi vid Queens College i Birmingham. Han utförde en rad undersökningar inom "patologisk kemi", bland annat om förekomsten av alkohol i hjärnan vid alkoholförgiftning. Under åren 1851–1879 var Percy professor i metallurgi vid Government School of Mines  och Museum of Practical Geology. Han undervisade även i metallurgi vid Metropolitan School of Sciences i London.
Percy framlade redan 1848 en process för utvinning av silver ur silvermalm, vilken fick betydande användning. Han förbättrade bessemerprocessen och var den förste som kartlade brittiska järnmalmer. Av hans verk kan nämnas Treatise on Metallurgy (flera volymer, ofullbordad, 1861–1880) och Metallurgy, the Art of Extracting Metals from Their Ores (1875).
Percy ägde en ojämförligt rik historisk samling akvareller av engelska skolan, var antal uppges ha varit 12 000.